# مویر (پنسیلوانیا)
مویر (به انگلیسی: Muir) یک منطقهٔ مسکونی در ایالات متحده آمریکا است که در شهرستان سچویلکیلل، پنسیلوانیا واقع شده‌است. مویر ۴۵۱ نفر جمعیت دارد.